# Thaumatogelis fuscus
Thaumatogelis fuscus là một loài tò vò trong họ Ichneumonidae.